# انز
انز (به ترکی استانبولی: Enez) یک منطقهٔ مسکونی در ترکیه است که در استان ادرنه واقع شده‌است.